# Frank Westheimer
Frank Henry Westheimer (* 15. Januar 1912 in Baltimore; † 14. April 2007 in Cambridge (Massachusetts)) war ein US-amerikanischer Chemiker und Biochemiker.

## Leben
Westheimer schloss sein Studium am Dartmouth College 1932 ab, anschließend schrieb er sich für das Graduiertenkolleg der Harvard University ein. Nach der Promotion 1935 ging er an die Columbia University, im darauffolgenden Jahr nahm eine Position an der Universität von Chicago an. Während des Zweiten Weltkriegs war er am Explosives Research Laboratory in Bruceton bei Pittsburgh tätig. Anschließend kehrte er nach Chicago zurück. Ab 1953 hatte er eine Professur in Harvard inne. Von 1967 bis 1970 gehörte er zu den wissenschaftlichen Beratern Lyndon B. Johnsons. 1983 wurde er emeritiert.
Frank Westheimer war ab 1937 mit Jeanne Friedmann († 2001) verheiratet. Aus der Ehe gingen zwei Töchter hervor.

## Wirken
Frank Westheimer war Autor von über 200 wissenschaftlichen Veröffentlichungen. Gemeinsam mit Birgit Vennesland und Kollegen zeigte er mittels Deuteriummarkierung, dass Wasserstoff in NAD+-abhängigen Redoxreaktionen direkt auf das Coenzym übertragen wird und dass die von der Alkoholdehydrogenase katalysierte Reaktion stereospezifisch ist. Mit Edward A. Dennis entwickelte Westheimer ab 1966 Regeln für das Auftreten der Pseudorotation bei der Hydrolyse von Phosphorsäureestern. Westheimer führte die Photoaffinitätsmarkierung, ein Verfahren zur Untersuchung von Ligand-Rezeptor-Wechselwirkungen, ein. Ein weiteres Betätigungsfeld Westheimers war der Mechanismus der enzymatische Decarboxylierung von Acetessigsäure.
1964/65 stand Westheimer einem Komitee der National Academy of Sciences (National Academy of Sciences Committee for the Survey of Chemistry) vor, das die Förderung chemischer Grundlagenforschung evaluierte und eine Erhöhung entsprechender Bundesausgaben forderte.

## Auszeichnungen
1954 wurde Westheimer in die American Academy of Arts and Sciences und 1976 in die American Philosophical Society gewählt.
1980 erhielt er den NAS Award in Chemical Sciences der National Academy of Sciences „für seine bahnbrechenden Untersuchungen zum Verständnis der organischen Chemie und enzymatischer Reaktionen durch Anwendung der physikalischen Chemie“, 1981 den Rosenstiel Award und 1982 den Welch Award in Chemistry.
1986 wurde ihm die National Medal of Science verliehen. Die American Chemical Society zeichnete ihn 1988 mit der Priestley-Medaille aus „für seine Reihe von außerordentlichen, originalen und tiefgreifenden Forschungen zu den Mechanismen der organischen und enzymatischen Reaktionen, die eine einzigartige Rolle bei der Verbesserung unseres Wissens über die Arten des Voranschreitens chemischer und biochemischer Prozesse spielten“.
Die Harvard University stiftete 2002 die Frank H. Westheimer Medal.